# El Titi de Marchena
Manuel Fernández Fernández, guitarrista flamenco español conocido por con el sobrenombre de El Titi de Marchena, Titi del Quico o simplemente El Titi.

## Biografía
Nació en Marchena (Sevilla) en el año de 1891, donde también falleció el 19 de enero de 1953.
Familiar cercano los hermanos guitarristas Miguel el Bizco, Chico Melchor y Melchor de Marchena. Primo a su vez del cantaor Juan el Cuacua y sobrino de Manuela Reyes y de su hermana La Gilica.
Solía tocar con Jarrito, Ramón Montoya, La Sordita, El Carbonerillo, Vallejo, Niño Ricardo, Manolo Caracol, Antonio Mairena o Canalejas entre otros dando recitales por toda la geografía español, aunque sorprendentemente la mayoría de sus compañeros de profesión no resaltaban su toque, sino que resaltaban su gran capacidad de baile por bulerias aunque nunca llegó a hacerlo como profesional.
Se encargó de impartirle clase al progenitor de "los Lucía" compuestos por Paco de Lucía, Pepe de Lucía y Ramón de Algeciras, los cuales aprendieron de este.